# Burrel
Burrel è una frazione del comune di Mat in Albania (prefettura di Dibër).
Fino alla riforma amministrativa del 2015 era comune autonomo, dopo la riforma è stato accorpato, insieme agli ex-comuni di Baz, Derjan, Komsi, Lis, Macukull, Rukaj e Ulëza costituire la municipalità di Mat.